# نورالدین دورانوف
نورالدین دورانوف (تاجیکی: Нуриддин Давронов؛ زادهٔ ۱۶ ژانویهٔ ۱۹۹۱) بازیکن فوتبال اهل تاجیکستان است.
از باشگاه‌هایی که در آن بازی کرده‌است می‌توان به باشگاه فوتبال استقلال دوشنبه و باشگاه فوتبال برقچی اشاره کرد.
وی همچنین در تیم‌های ملی فوتبال زیر ۱۷ سال، زیر ۲۳ سال، و ببزرگسالان تاجیکستان بازی کرده‌است.